# Isla de la Juventud
Die Isla de la Juventud (deutsch „Insel der Jugend“, oft auch engl. Isle of Youth; bis 1978 Isla de Pinos, deutsch „Kieferninsel“) ist mit einer Fläche von 2204 km² die größte Nebeninsel Kubas und die siebtgrößte Insel in der Karibik. Sie ist keine eigene Provinz, sondern wird als Sonderverwaltungsgebiet (Municipio especial) behandelt. Die Insel liegt im Golf von Batabanó auf der karibischen Seite Kubas und gehört zum Archipiélago de los Canarreos. Nueva Gerona ist der Hauptort und mit 69.976 Einwohnern gleichzeitig die größte Stadt der Insel (Zensus 2012).
Die Insel weist neben der Hauptstadt Nueva Gerona acht weitere städtische (Santa Fe, La Demajagüa, Patria, Delio Chacón, La Reforma, Argelia, Atanagildo und La Victoria) sowie 49 ländliche Siedlungen auf.

## Geschichte
Archäologische Funde deuten auf die Guanahatabey-Indianer als erste Siedlungsgruppe hin, die vermutlich als Nomaden in küstennahen Höhlen lebten. Später wurde die Insel von den Ciboney aus Venezuela und (etwa ab dem 3. Jahrhundert n. Chr.) den Taíno vom benachbarten Jamaika besiedelt. Die Ureinwohner nannten die Insel Siguanea, bis Christoph Columbus auf seiner zweiten Reise in die Neue Welt im Juni 1494 hier landete und ihr den Namen La Evangelista gab. Vom 16. bis 18. Jahrhundert war die Insel Rückzugsgebiet vieler Piraten wie Francis Drake, John Hawkins, Thomas Baskerville und Henry Morgan. Die Aktivitäten auf der dann Parrot Island genannten Insel sollen Robert Louis Stevenson zu seinem weltberühmten Roman Die Schatzinsel inspiriert haben.
Später hieß die Insel Isla de Pinos (Kieferninsel, manchmal fälschlicherweise auch als Fichteninsel oder Pinieninsel übersetzt) und war sowohl unter der Batista- als auch der Castro-Regierung als Gefängnis-Insel berüchtigt. Hier saß unter anderem im 19. Jahrhundert José Martí ein, und später von 1953 bis 1955 die Moncadistas um Fidel Castro. Auch während des Guerillakampfes wurden viele Revolutionäre insbesondere aus der „Bewegung des 26. Juli“ auf die Insel verbracht, so z. B. Armando Hart. Ab 1959 ließ Castro zahlreiche ehemalige Mitkämpfer und sogar ehemalige Mitgefangene aus der Batista-Zeit hier einsperren, darunter z. B. Mario Chanes de Armas, Huber Matos und Eloy Gutiérrez Menoyo. Noch heute können die Ruinen des 1928 errichteten Gefängnisses Presidio Modelo besichtigt werden, in dem bis zu 6000 Gefangene in fünf Rundgebäuden gefangen gehalten wurden. Es wurde 1967 geschlossen.
Nach der kubanischen Revolution sollte die landwirtschaftliche Entwicklung auf der Insel vorangetrieben werden. Zu diesem Zwecke kamen viele Tausende junger Leute, vor allem aus Ländern der Dritten Welt, zum Lernen und Arbeiten auf die Isla, was die symbolträchtige Namensänderung in Jugendinsel (1978) erklärt. Die meisten der einst zahlreichen Internatsschulen sind heute verwaist.
Die Insel wurde unter anderem als Schatz-, Piraten- oder Goldinsel bekannt.
Ein Kubaner, der von der Isla spricht, meint damit fast ausschließlich die Jugendinsel und nicht sein großes Heimat-Eiland.

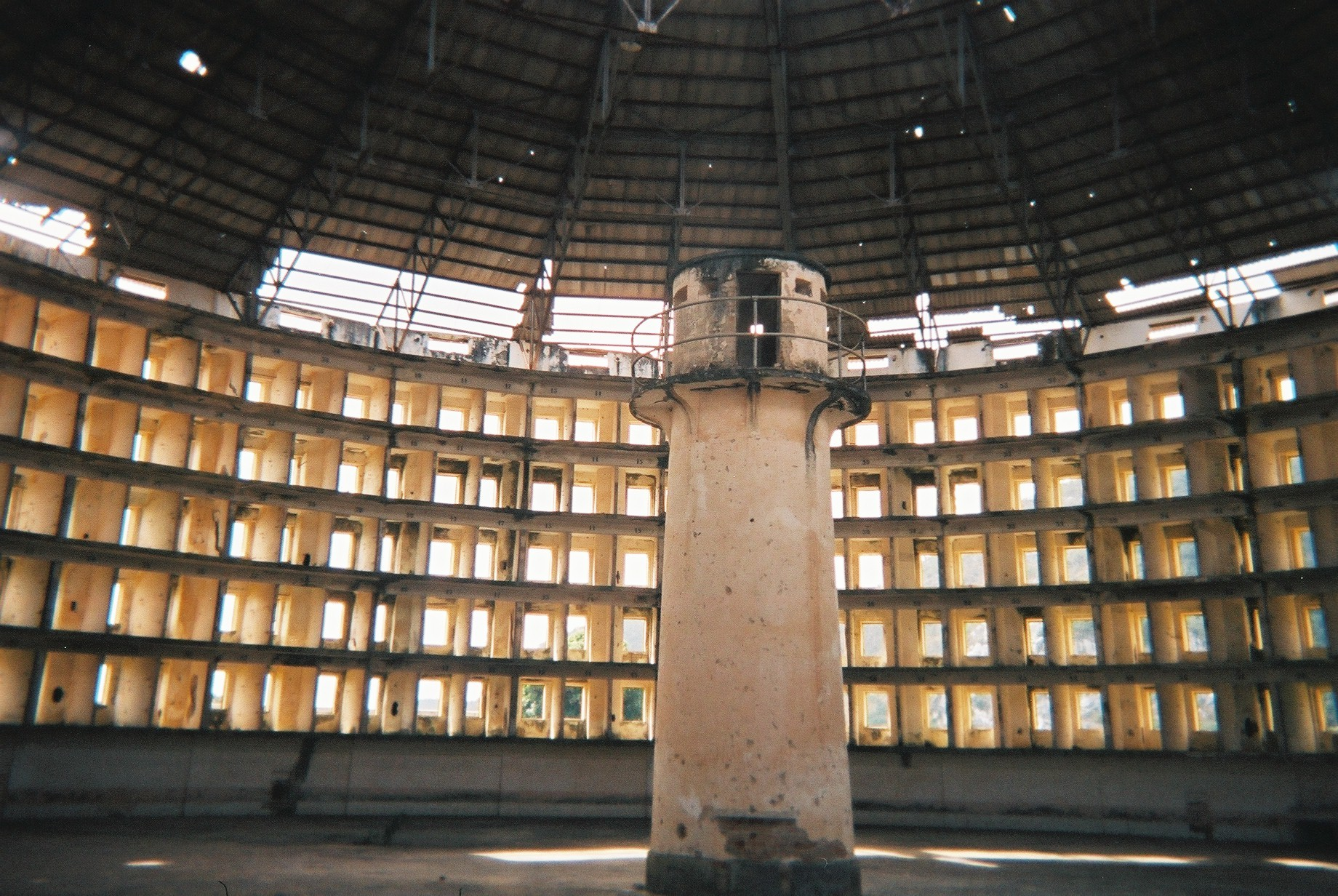
Panoptikum-Gefängnis Presidio Modelo, errichtet unter Diktator Machado